# Ромуальд Жубе
Ромуальд Жубе (фр. Romuald Charles Eugène Gaudens Jean Sylve Joubé *20 червня 1876 — †14 вересня 1949) — французький актор театру та кіно.

## Біографія
Почав свою сценічну кар'єру в театрі Одеон під керівництвом Андре Антуана. Був у складі трупи Комеді Франсез з 1921 по 1922 рік. Хоча в основному був зайнятий у театральних постановках, тим не менше, починаючи з 1909 року він знявся в декількох кінофільмах. Почав свою кар'єру в кіно у французькій кінокомпанії «Studio Film d'Art». В цілому за тридцять років кар'єри з'явився в більш ніж сорока фільмах.
Помер в 1949 році у віці 73 років.

## Цікаві факти
- Він знявся спочатку у німій кінодрамі 1919 року Абеля Ганса Я звинувачую!, а потім в однойменному звуковому ремейку того ж режисера.

## Вибрана фільмографія
- Я звинувачую! (1919)
- Матіас Шандор (1921)
- Le Miracle Des Loups (1924)
- Les Perles De La Couronne (1937)
- Я звинувачую! (1938)